# Perth-Observatorium

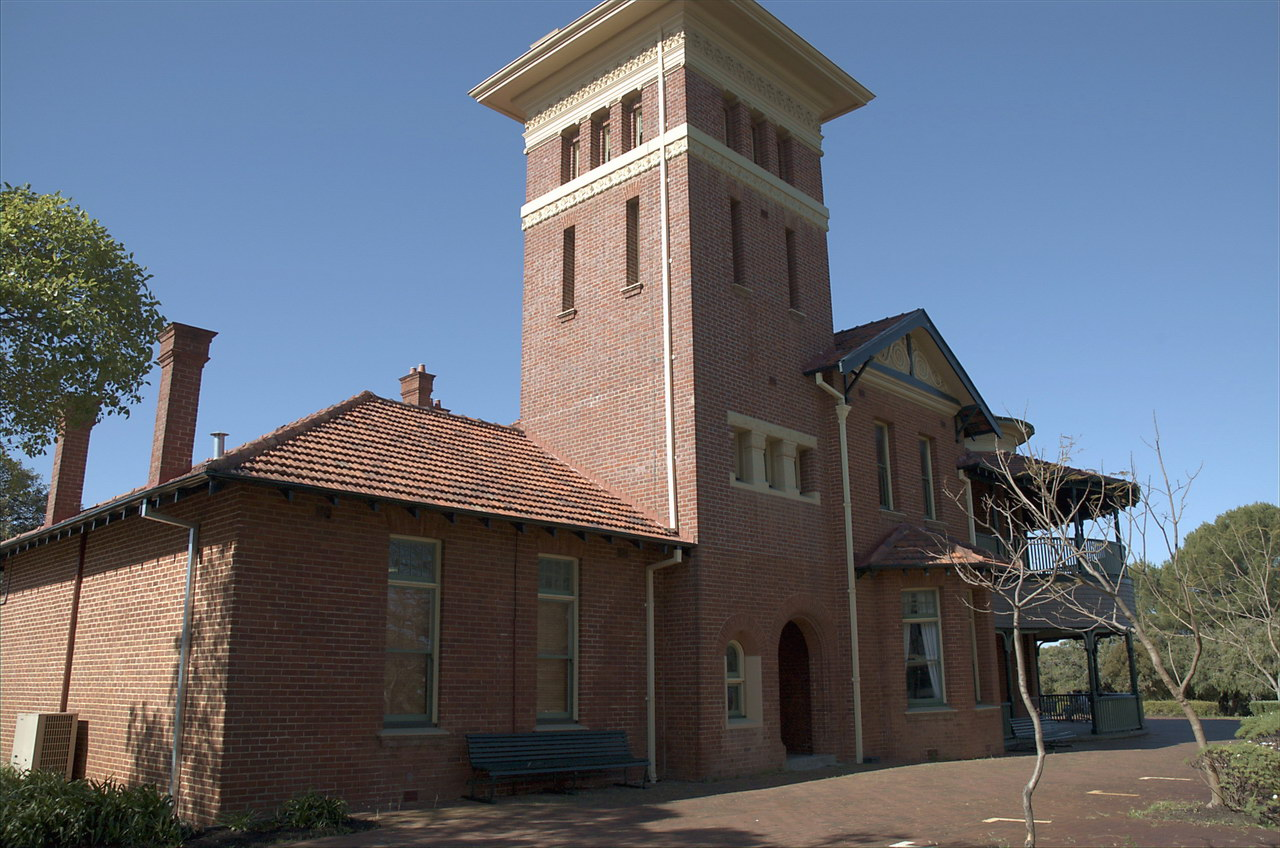
Altes Perth-Observatorium bei Mount Eliza

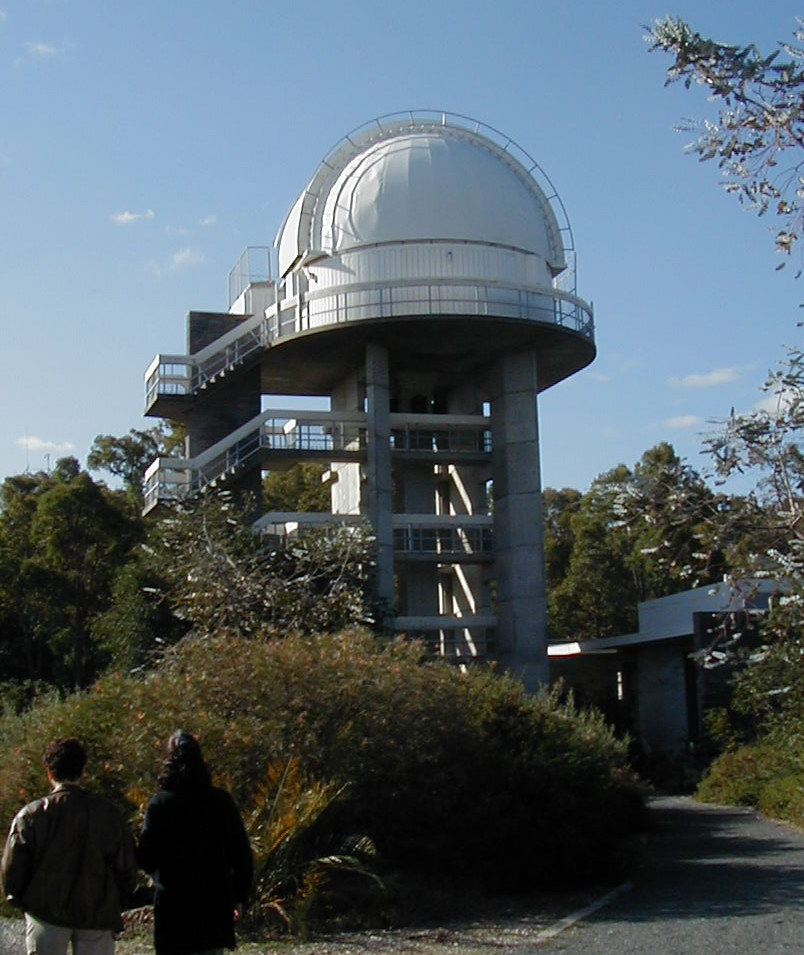
Kuppel des Perth Lowell Teleskop in Bickley

Das Perth-Observatorium ist eine der ältesten astronomischen Einrichtungen in Australien. Es befindet sich in Bickley, Western Australia.
Das ursprüngliche Observatorium wurde 1896 auf dem Mount Eliza in Perth erbaut und 1900 feierlich eröffnet. Damit übernahm es in West Australien wichtige Aufgaben zur Zeitbestimmung und Wetterbeobachtung.
Aufgrund der zunehmenden Lichtverschmutzung zog das Observatorium nach Mount Gungin in die Darling Range, etwa 25 km östlich von Perth. Die neue Sternwarte kostete 600.000 $ und wurde 1966 eröffnet.
Das Observatorium beteiligt sich am Near Earth Asteroid Tracking (NEAT).
1989 wurde der Asteroid (3953) Perth nach dem Observatorium benannt.

## Ausrüstung
- 61-cm-Perth-Lowell Automated Teleskop
- 35-cm-Schmidt-Cassegrain-Teleskop (Celestron)
- 31-cm-Calver Teleskop von 1910
- 30-cm-Schmidt-Cassegrain (Meade)